# Landed
Landed — седьмой студийный альбом группы Can, записанный и изданный в сентябре 1975 году.

## Об альбоме
В Landed группа экспериментирует с глэм-роком, большинство записей имеют «приподнятое» настроение. Однако последняя и наиболее длинная композиция в альбоме, «Unfinished», имеет значительно более эмбиентное звучание, схожее с предыдущими альбомами группы, Future Days и Soon Over Babaluma.

## Запись и производство
Landed стал первым альбомом Can записанным с использованием многодорожечного магнитофона "MCI JH-16", пришедшего на замену двухдорожечного магнитофона. Новый магнитофон удвоил производительность их звукозаписывающей студии. Landed записан в Inner Space Studios в 1975 году звукоинженером группы Хольгером Шукай с поддержкой Боба Хикмотта, однако ещё не до конца освоив шестнадцатидорожечный магнитофон, группа решила перенести работу над миксом в студию продюсера Дитера Диркса расположенной в Вайлерсвистите, пригороде Кёльна. Первая сторона пластинки была сведена Тоби Робинсоном (раннее работавший звукорежиссёром совместно с композиторами Карлхайнцом Штокхаузеном и Петером Э́твёш) и Хольгером Шукаем в студии Диркса, вторая сторона была сведена Хольгером Шукаем в Inner Space Studios.
Наряду с альбомом, в том же году Virgin Records выпустила синглы «Hunters and Collectors» и «Vernal Equinox».
Название Landed—каламбур на название Soon Over Babaluma, предыдущего альбома группы. Кристина, тогдашняя девушка барабаншика группы Яки Либецайт, сделала коллаж-обложку Landed. Кристина тогда возглавляла фан-клуб Can, рассылая рекламные открытки с автографами и портретными группы, напечатанных на задней обложке альбома Soon Over Babaluma. Кристина собрала стопку таких портретов и добавил им грифонажные детали, подрисовывая бороду, усы, нарумяненные щеки и губная помада, повязка на глазах и замысловатые начесы. Кристина собрала тридцать шесть таких портретов в квадратный коллаж, послуживший обложкой Landed.
"Unfinished"—тринадцатиминутный трек созданный в ходе одной редактированной сессии. Как и в случае с песней "Soup" включённой в альбом Ege Bamyasi, Can создали условия в студии, где инструменты могли практически играть сами по себе—"спонтанно, в режиме реального времени, без последующей переработки". Гитарист группы Михаэль Кароли сказал группа стремилась создать условия чтобы "атмосфера студии сама запечатляла музыку на пленке". "Unfinished" написана с использованием сломанного антикварного органа Selmer, производящий "необычные звуки". Во время одной из сессий орган начал издавать сильный шум сам по себе. Ирмин Шмидт проникся звучанием, послужившим основой трека.

## Отзывы и наследие
Клавишник группы, Ирмин Шмидт, описал работу Робинсона как "listening so loud and mixing so loud and insisting that it's rock that we couldn't really judge what the fuck he was doing. So after that was mixed we came back to our studio, listened to the mixed tape properly in a civilised loudness, and were extremely disappointed. Of course, we had to use it, but it sounds like a satirical version of rock music, which we didn't mean at all. And still I think "Full Moon on the Highway" is one of our worst pieces. Not because of the piece, but because of the sound."
Роб Янг, автор биографии группы "All Gates Open: The Story of Can", описал альбом как "both more detailed and more dry, claustrophobic in places, as if the group members have drawn themselves into a huddle in the middle of the studio." Он добавил, что новый многодорожечный магнитофон "MCI JH-16" принес свежие, неизведанные трудности и освободил группу от необходимоси совместной звукозаписи, в результате композиции были записаны в изоляции и получились более "раздробленными и одинокими".
Австралийская рок-группа Hunters & Collectors выбрала свое имя в честь третьей композиции альбома.

## Список композиций
Слова и музыка всех песен — созданы группой Can, за исключением текстов «Full Moon on the Highway» и «Half Past One», написанных Can и Питером Гилмором.
| №                   | Название                   | Длительность |
| ------------------- | -------------------------- | ------------ |
| 1.                  | «Full Moon on the Highway» | 3:32         |
| 2.                  | «Half Past One»            | 4:39         |
| 3.                  | «Hunters and Collectors»   | 4:19         |
| 4.                  | «Vernal Equinox»           | 8:48         |
| 5.                  | «Red Hot Indians»          | 5:38         |
| 6.                  | «Unfinished»               | 13:21        |
| Общая длительность: | Общая длительность:        | 40:18        |

## Участники записи
| Can - Хольгер Шукай — бас, вокал на «Full Moon on the Highway» - Михаэль Кароли — гитара, скрипка, основной вокал - Яки Либецайт — барабаны, перкуссия, духовые - Ирмин Шмидт — клавишные, Alpha 77, вокал на «Full Moon on the Highway» - Улаф Кублер — тенор-саксофон на «Red Hot Indians» | Производство - Хольгер Шукай — звукоинженер, сведение - Тоби Робинсон — сведение (Сторона «A») - Рене Тиннер — ассистент звукозаписи, администратор гастролей - Бобби Хикман — аппаратура - Кристина — коллаж обложки - Farfisa keyboards — электроника - Alpha 77 — Zurich — электроника |